# 素攀石本頭公古廟
素攀石本頭公古廟，又名素攀府城隍廟、素攀古廟，位於泰國的中部之素攀武里府的素攀直轄縣。此廟建於1987年，曾為泰國式建築物，供奉兩尊綠色的石雕「石本頭公」。現已改建成中國式風格。

## 建築
- 從平面建築來看，為中國式園林建築群，氣勢磅礴。當進入山門後，就是一個庭園，左右兩側分別為兩座小門樓，正中為一根龍型高柱，它代表天地父母，設香爐供善信拜祭。跨過殿後有十六根金碧輝煌的龍型柱，頗有皇室氣派。正殿前部分，隔成一間小屋，供著兩尊兩尊綠色的「石本頭公」，據說已有百年歷史，泰國民眾所指的「石本頭公」，其實乃是印度教之毗濕奴。正殿後部分有兩個中國式的神龕，它們分別是「福德廟」及「眾神廟」。
- 在1996年時，「城隍廟委員會」的主席：馬德祥先生提出重建該廟，興建鎮城神柱，再興建當時世界最大的超過一百公尺的龍型雕像、七層佛塔、仿製天安門等建築物，成為當地的觀光名勝。在當地的華人群策群力，以募捐的形式籌得鉅款，建成現在的建築群。那座龍型建築被裝置先進的多媒體設備，用來展示五千年的中華文化。
- 銘文內容：『泰中關係源遠流長。在泰國皇室的蔭蔽之下，於鄉土養育之中，泰國華人，無不感恩戴德，無時不口歌心頌，無所不力行圖報，念茲在茲。本館之興建，緣起於素攀府城隍廟委員會主席馬德祥先生的感恩願望，以及熱衷於泰中建交史的商賈、民眾。正值西元1996年，泰中建交20周年之際，各界仁人，著手籌畫募捐，奠基建館。冀恒久展現華夏五千年文明史，僅供後人瞻念，並促進泰中友誼，萬古長青。』

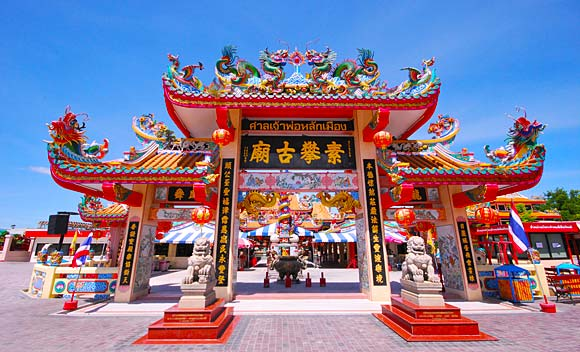
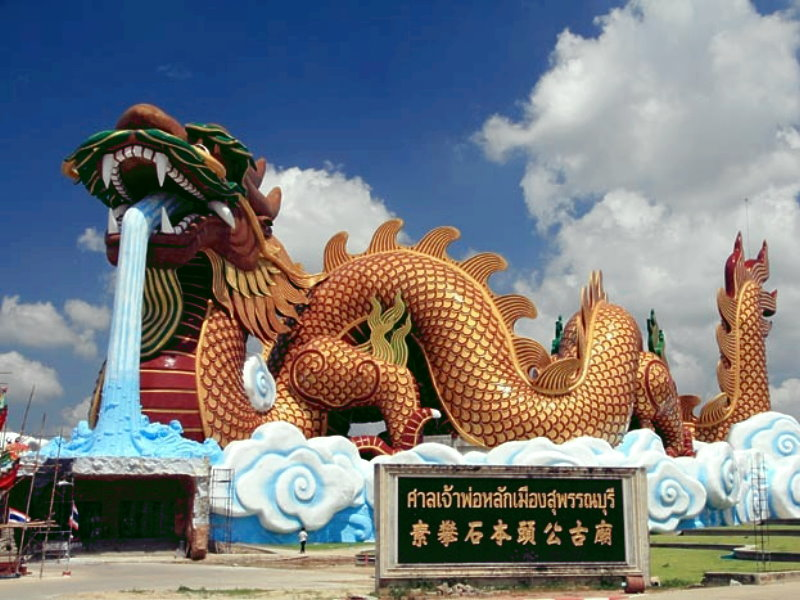
素攀石本頭公古廟的龍型展覽館。

### 书籍
- 泰國的首都曼谷之石龍軍路960號 的「泰國大同社出版有限公司」在1996年11月第1版之華僑崇聖大學叢書：《泰國的中式寺廟》，中華人民共和國的雲南省之學者：段立生教授著作。ISBN 974-89800-5-7。